# 아로마와 부케

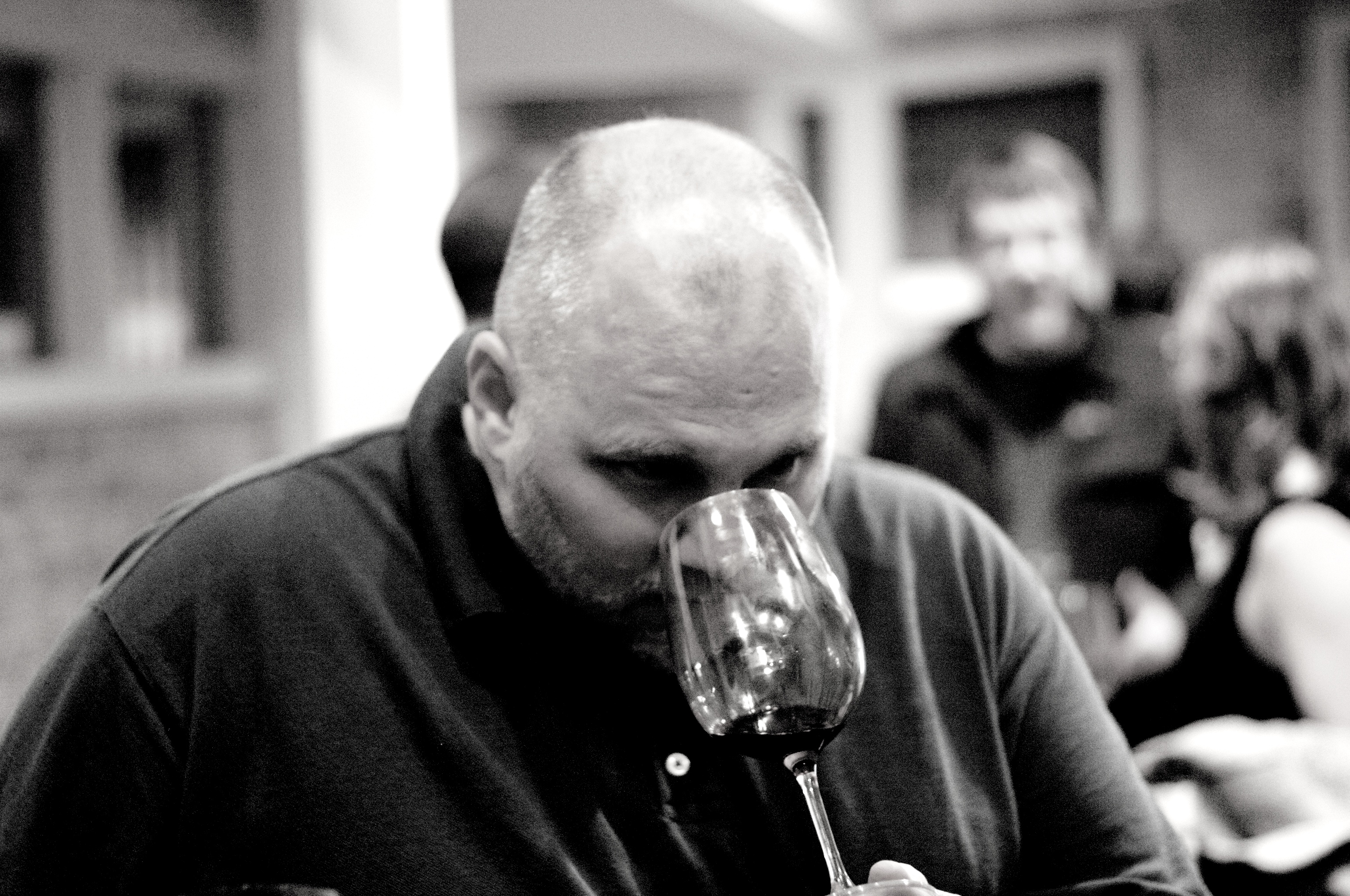
포도주의 향을 맡아 복합적 아로마와 부케를 느낄 수 있다

아로마(Aroma)는 포도주가 가진 긍정적인 향을 말하며, 부케는 포도주 숙성과정 및 발효과정 중 발생하는 화학물질에 의해 기인된 향을 말한다.
인간의 혀는 단맛, 짠맛, 신맛, 쓴맛 등을 미각 수용기로 일차적인 맛들을 인지하지만, 미각 뿐 아니라 후각 또한 우리가 맛을 느끼는데 크게 기인한다. 이처럼 포도주를 음미할 때 느껴질 수 있는 과일, 꽃, 허브, 미네랄, 흙, 그리고 나무와 같은 맛들은 후각 신경에 의해서 지각되어 맛에 영향을 미친다. 일반적으로 포도주를 테이스팅 하는 과정에서, 마시기 전 냄새를 맞는데 이것은 포도주의 다양한 특성들을 구분해내기 위함이다. 향을 표현하기 위한 다양한 용어들이 있는데, 가장 일반적인 표현은 ‘아로마(Aroma)’로 긍정적인 향을 묘사하는 것이며, 이는 ‘악취(Odor)’와 같은 부정적인 향을 묘사하는 것과 반대되는 것이다.

## 아로마와 부케

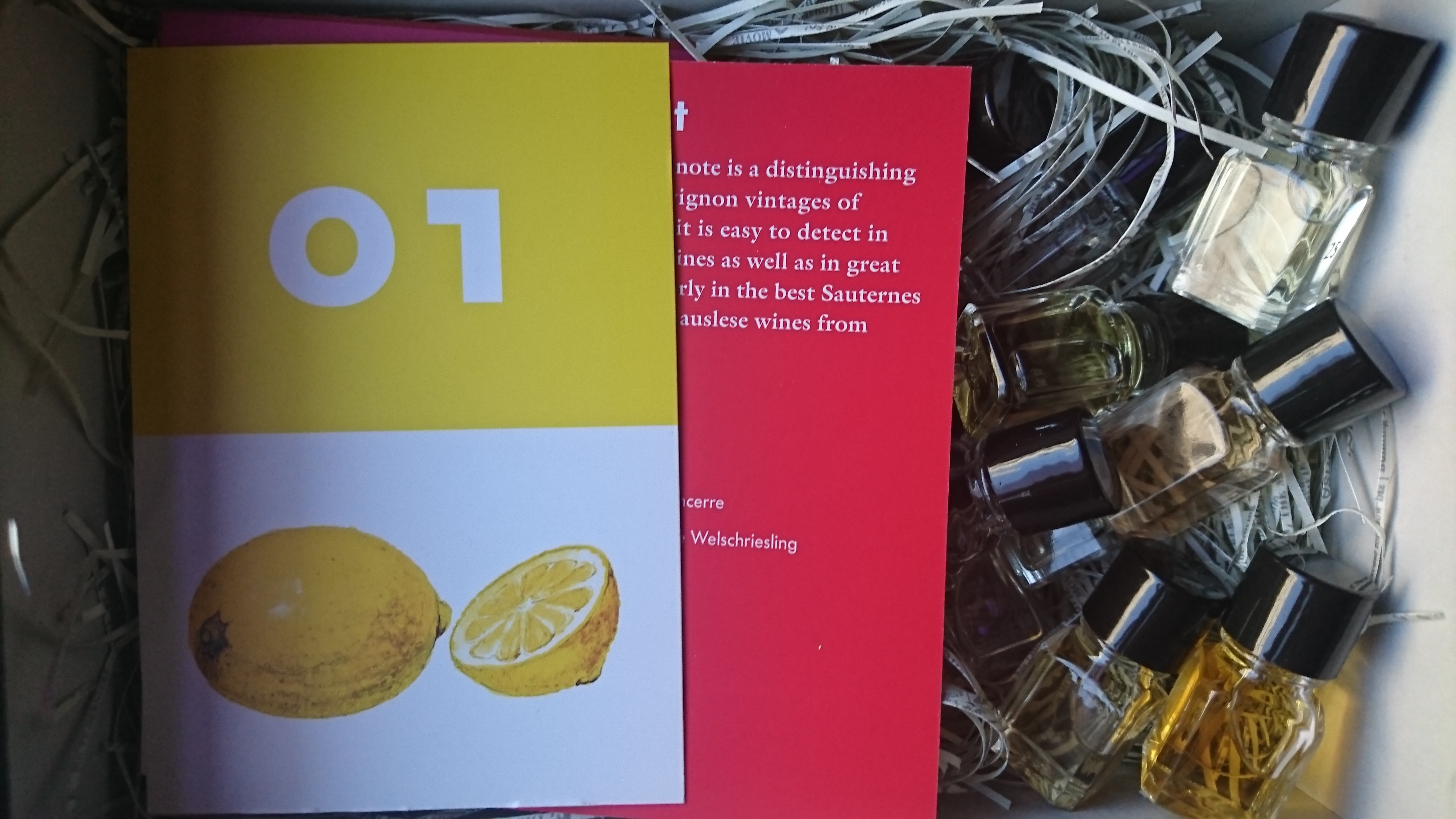
포도주의 향을 묘사하는 방법에는 여러가지가 있다

전문적인 포도주 테이스팅에서는 ‘아로마’와 ‘부케’라는 것이 엄밀히 구분되어 사용되지만, 캐쥬얼한 테이스팅에서는 두 용어가 혼재되어 사용된다. 

### 아로마
아로마는 주로 포도 품종에 따라 발현될 수 있는 독특한 향인데, 대표적으로 게뷔르츠트라미너(Gewürztraminer)에서는 리치의 향이, 까베르네 쇼비뇽에서는 블랙커런트의 향이 난다. 이와 같은 아로마는 주로 어린 포도주에서 더 잘 구분될 수 있다. 

### 부케
포도주가 숙성됨에 따라 산, 당분, 알코올, 그리고 페놀성분들이 반응하게 되고 이 결과 ‘부케’라고 불리는 새로운 향을 발현된다. 이것은 소테른 포도주의 경우 꿀향, 피노누아의 경우 트러플 향 등으로 묘사될 수 있다. ‘부케’라는 용어는 발효 과정 뿐 아니라 오크에 노출되는 과정에서 발현되는 향까지 지칭한다. 부르고뉴의 경우 포도주의 아로마는 세부적으로 1차, 2차, 3차 아로마로 분류된다. 일차 아로마는 포도 품종 특유의 향이며, 2차 아로마는 발효에 기인한 것이다. 삼차 아로마는 병 숙성 혹은 오크 숙성에 따라 발현되는 것을 의미한다.  

## 포도주 향의 성분

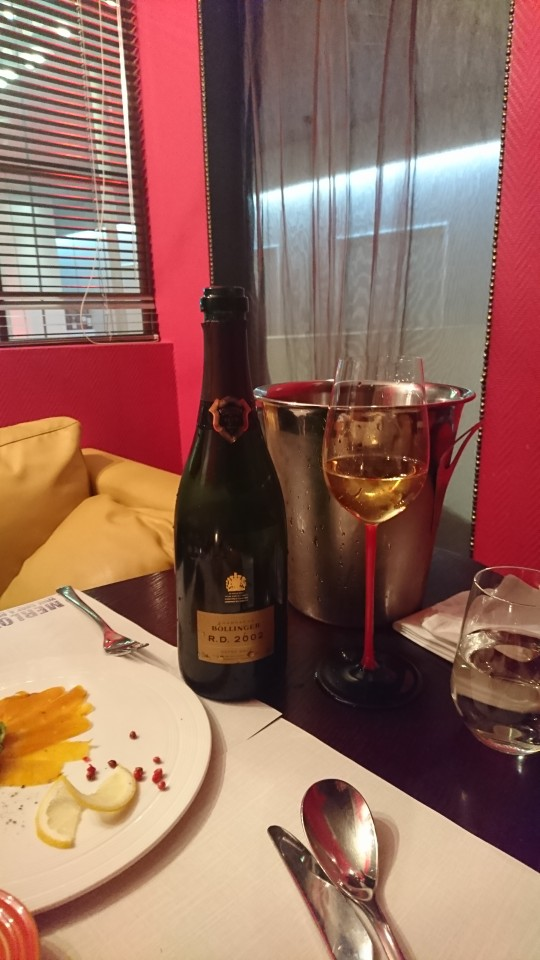
좋은 스파클링 포도주의 경우, 스파클링 포도주 전용잔보다 더 큰 잔에 마시기도 한다. 이는 향을 더 풍부하게 느끼기 위함이다.

포도주에는 휘발성과 비휘발성 성분들이 있으며, 이것이 포도주의 아로마를 구성하는 요소이다. 발효 과정 및 초기 몇 달간은 이러한 물질 간의 화학 반응이 활발하게 일어남에 따라 포도주의 향이 가장 급격하게 변하는 시기이다. 포도주의 숙성됨에 따라 화학반응과 아로마의 변화는 점차 더디어 지게 된다. 
주요한 휘발성 물질들은 포도주의 당분과 결합하여 무취의 글리코시드를 형성한다. 포도주에 있는 효소 및 산 성분에 의해 가수분해가 일어날 경우 글리코시드에서 다시 휘발성 물질이 분리된다. 포도주의 테이스팅은 증발된 휘발성 물질들의 향을 맡는 것이라고 할 수 있다.  후각 수용기의 세포들은 각각 다른 향들을 민감하게 인지하는데, 이 정보는 후 신경구를 통해 뇌로 전달된다. 1980년, 포도 성분에 따른 맛과 향이 어떻게 포도주의 품질에 영향을 미치는지에 대한 연구가 진행되었다. 과학자들은 크로마토그래프 질량 분석계를 통해 다양한 포도 품종의 휘발성 화학물질을 구분해 내었다.  
포도주의 품질과 관련된 향과 맛에 영향을 미치는 화학성분들에 대한 연구는 현재도 진행 중이다. 이러한 물질들에 대한 이해도가 높아질수록, 마치 향수를 제조할 때처럼 추가적인 화학물질을 첨가하여 포도주의 향을 인위적으로 조작할 가능성에 대한 우려도 커지고 있다. 2004년, 남아프리카 공화국의 한 양조장은 향을 강화하기 위해 쇼비뇽블랑 포도주에 불법적인 물질을 첨가한 사실이 발각되었다. 양조학은 포도 재배 과정에서 어떤 기술을 적용하여 포도의 향을 강화할 수 있는지 연구하는 것에 중점을 둔다. 

### 휘발성 향의 발생 원인
휘발성 향의 성분은 주로 포도의 껍질과 과즙에 있기 때문에, 품종에 따라서 다양하게 나타난다. 양조학에 따르면, 포도의 이러한 화학 성분들은 생식을 위한 진화의 과정에서 발전된 것이다. 향으로 곤충들을 유인하여 꽃가루를 전달하거나, 새나 다른 짐승들이 포도 알갱이를 먹고 배설하여 씨를 퍼뜨리도록 하는 것이다. 따라서 다양한 스펙트럼의 향은 각각 포도 품종들이 생태학적으로 어떤 환경에서 자랐으며 다른 식물들과 어떻게 경합하는지에 따라 진화적으로 발달한 것이다.

### 성분에 따른 향

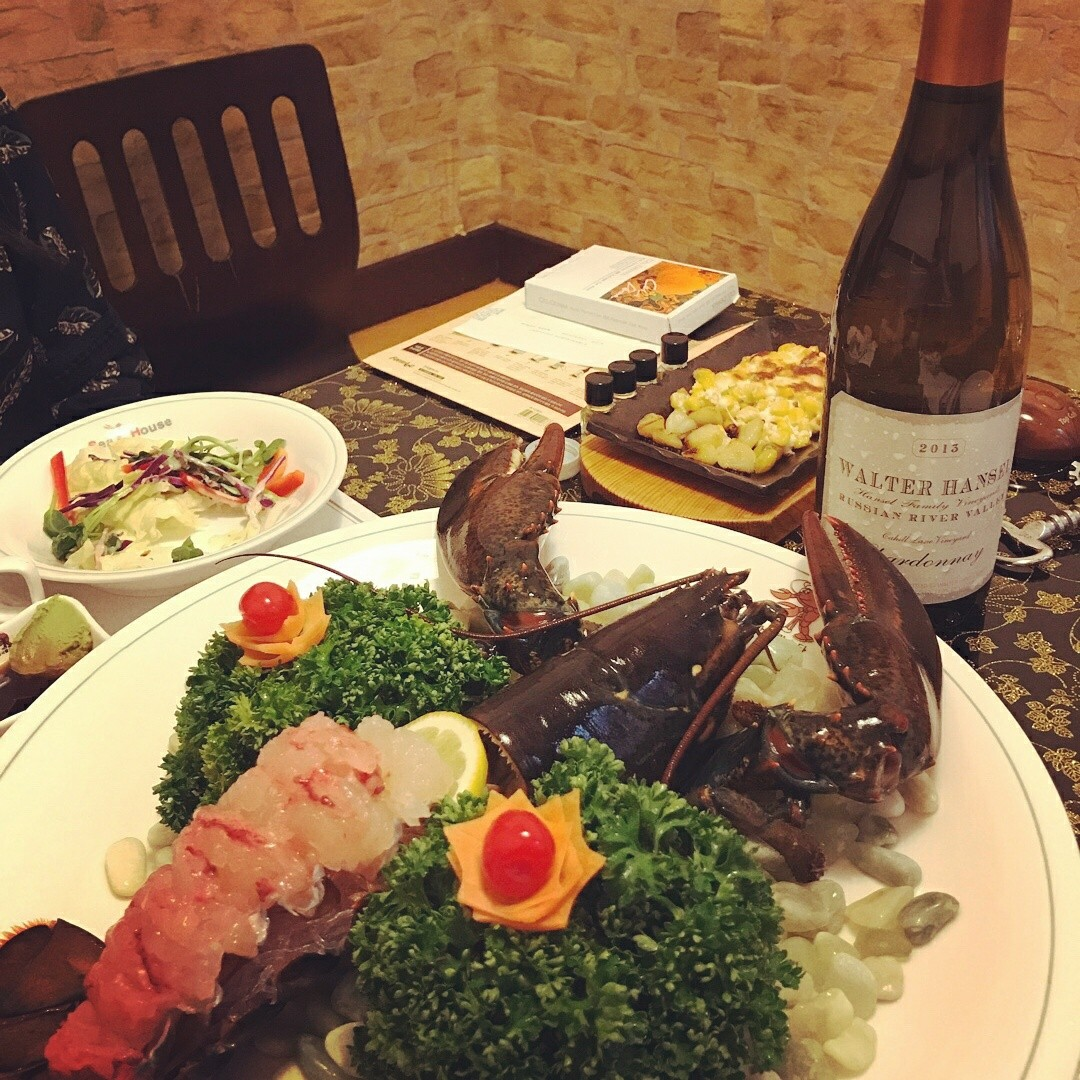
샤르도네는 양조 방식에 따라 다양한 향이 날 수 있다

특정 휘발성 물질에 따라 포도주에서 다른 향이 날 수 있다. 
- Methoxypyrazine: 피망 등 녹색 채소의 향 (카베르네 쇼비뇽, 쇼비뇽 블랑에서 주로 나타남)
- Monoterpenes: 꽃향기에 기인, 장미와 같은 향 (리즐링 등에서 주로 나타남)
- Norisoprenoids-Carotenoid: 스파이시한 향 (샤르도네, 쉬라에서 주로 나타남), 라즈베리 향(피노누아에서 주로 나타남)
- Thiols/Mercaptans-sulfur: 마늘과 양파의 향, 이는 양조 과정의 결함에서 발생할 수 있다. (까베르네 쇼비뇽, 메를로, 피노 블랑, 피노 그리, 리즐링 등)

### 에스테르
어떤 향들은 산성과 알콜이 포도주 내에서 화학 작용을 하여 생성된 에스테르에 의해 발현된다. 에스테르는 발효 동안 생성될 수 있는데, 이는 효모에 의한 것일 수도 있고 숙성 기간 동안의 화학 작용에 의한 것일수도 있다. 크게 2가지 요소: 어떤 종류의 효모가 사용되는지, 그리고 화학 작용 중 온도가 어떤지에 따라서 어떤 종류의 에스테르가 발생하는지 결정된다. 이 때문에 동일한 포도밭에서 자란 포도로 포도주를 만들더라도 다른 향을 가질 수 있게 되는 것이다.상대적으로 산성이 강한 낮은 pH의 포도주의 경우  병 숙성 기간 동안  수소 이온이 에스테르 형성에 촉매 작용을 한다.  하지만 동시에 수소 이온은 에스테르를 다시 산성과 알콜로 분해하는 역할을 하기도 한다. 이처럼 두 가지 활동의 균형이 지속적으로 반복되면 포도주는 특정 비율의 알콜, 산성, 에스테르로 평형 상태가 된다. 포도주에 부케가 형성되는 것은 이처럼 에스테르가 반응을 통해 농도가 변하며, 다양한 종류의 에스테르로 형성되고 쪼개지는 과정에 의한 것이다. 이것은 시간에 따라서 포도주가 다른 향을 내게 되는 가장 중요한 이유 중 하나이다.

## 포도주 테이스팅 과정의 향

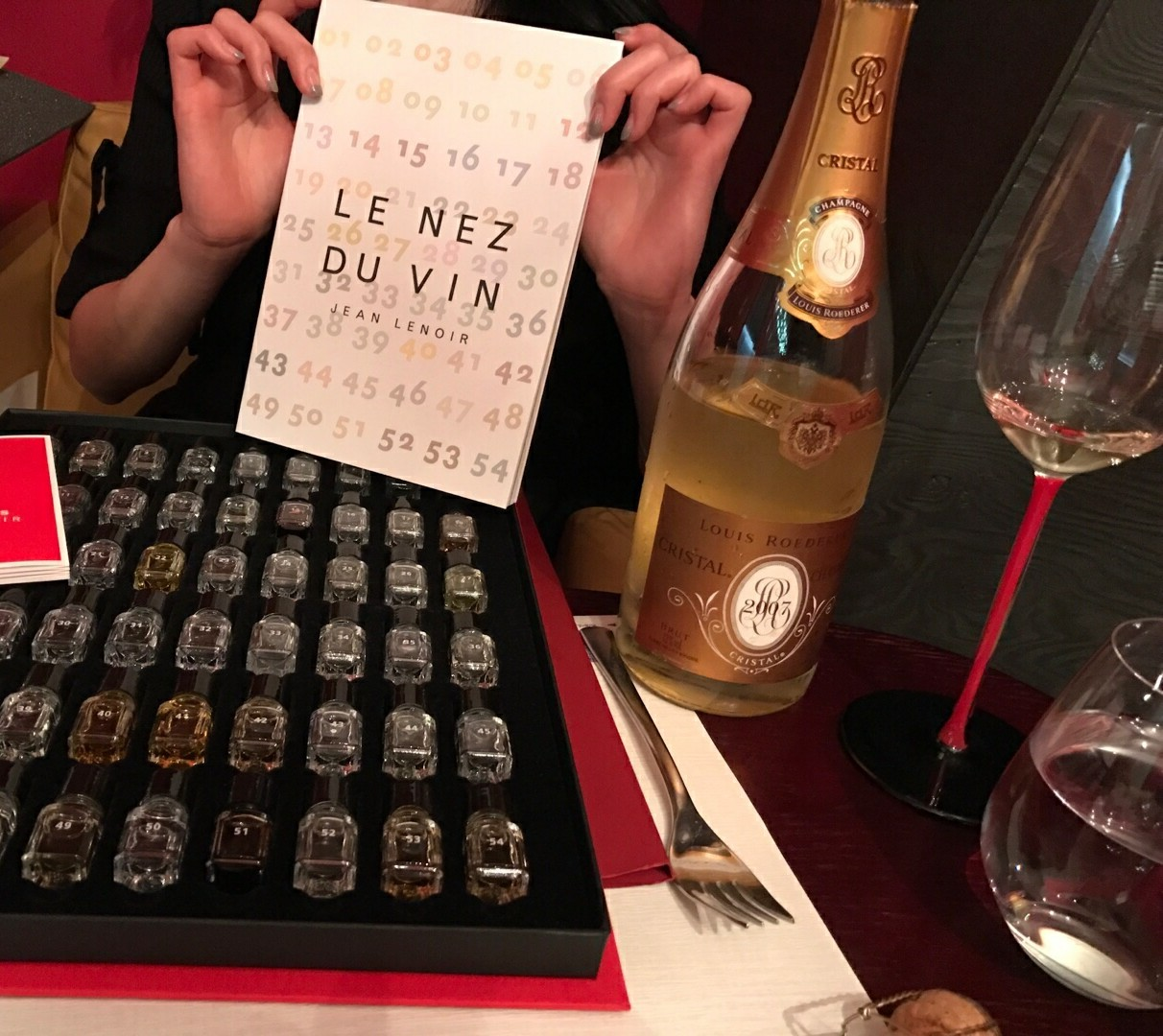
아로마 키트를 통해 후각을 훈련할 수 있다

포도주의 향을 인지하는 것은 마시기 전 일차적으로 포도주를 평가하는 방법이다. 포도주를 테이스팅 하기 전, 일반적으로 시음자들은 유리 잔의 냄새를 맡는다. 볼이 넓고, 끝이 점점 좁아지는 잔은 다양한 포도주의 향을 더 극대화 하고, 잔 속에 더 많은 향을 잡아두어 시음자가 더 용이하게 지각할 수 있도록 돕는다. 상대적으로 따듯한 온도에서 서빙되는 포도주의 경우 차가운 온도의 것과 대비하여 더 많은 향을 발현시키는데, 이는 열이 포도주의 휘발성 성분의 증발을 더 잘 일어나게 하기 때문이다. 스왈링은 포도주의 표면적을 넓혀, 더 많은 향 성분 분자가 증발되도록 한다. 하지만 스왈링을 할 경우 특정 미세한 향들은 상대적으로 더 우세한 향에 의해 묻혀버리기도 하기 때문에, 대부분의 전문 테이스터들은 스왈링을 하기 전 우선적으로 포도주의 향을 맡는다. 포도주에 더 가까이 코를 가까댈수록 상대적으로 더 향을 잘 느낄수 있으며, 한번 깊게 들이마시는 것 보다 여러번 짧게 킁킁거리듯 냄새를 맡는 것 또한 향을 더 잘 지각할 수 있게 한다. 
포도주를 살짝 홀짝이면 입 속에서 따뜻하게 데워지고, 이것이 침과 섞이면서 화학 성분들이 증발하게 된다. 이 화학 성분들은 입 속을 지나 비강으로 들어가게 되고, 여기에는 거의 5백만개의 신경 세포가 있다. 일반적인 사람은 천 가지가 넘는 향을 인식할 수 있는 능력이 있지만, 현존하는 향 중 일부만 이름을 명명하여 부른다. 이런 현상은 'Tip of the nose phenomenon' 이라고 불리며, 이 때문에 사람들은 향을 맡을 때 일부만을 실제로 인식하게 된다. 전문 포도주 테이스터들은 포도주에서 날 수 있는 향들을 더 잘 인지하기 위해 아로마 키트 등을 사용하여 후각을 훈련시킨다.
향을 인지하는 것은 포도주 테이스팅을 하나의 과정이며, 다음 단계는 어떤 향이 나는지 묘사하고 타인과 공유하는 것이다. 개개인마다 동일한 향을 묘사하는 다양한 방식을 가질 수 있는데, 이는 그들의 주변 환경에 의해 기인하거나 개인에 따라 향을 인지할 수 있는 감각적 능력 차이에 의한 것이다.  